# Німа
Німа (рум. Nima) — село у повіті Клуж в Румунії. Входить до складу комуни Мінтіу-Герлій.
Село розташоване на відстані 340 км на північний захід від Бухареста, 39 км на північний схід від Клуж-Напоки.

## Населення
За даними перепису населення 2002 року у селі проживали 809 осіб.
Національний склад населення села:
| Національність | Кількість осіб | Відсоток |
| -------------- | -------------- | -------- |
| румуни         | 779            | 96,3%    |
| цигани         | 20             | 2,5%     |
| угорці         | 10             | 1,2%     |

Рідною мовою назвали:
| Мова      | Кількість осіб | Відсоток |
| --------- | -------------- | -------- |
| румунська | 781            | 96,5%    |
| циганська | 20             | 2,5%     |
| угорська  | 8              | 1,0%     |